# Willi Neuberger
Willi Neuberger (* 15. April 1946 in Klingenberg am Main) ist ein ehemaliger deutscher Fußballspieler.

## Sportliche Laufbahn
Neuberger spielte zunächst bis zum 20. Lebensjahr bei seinem Heimatverein TuS Röllfeld. 1966 absolvierte er ein Probetraining bei Kickers Offenbach, wurde jedoch nicht verpflichtet, weil man dort keine „unfertigen“ Spieler haben wollte. Stattdessen gelangte er nach Westfalen zu Borussia Dortmund, wo er, wie auch auf seinen nachfolgenden Spielerstationen, schnell zum Publikumsliebling wurde. Zwei Jahre darauf avancierte Neuberger zum Nationalspieler, wurde jedoch nach zwei A-Länderspielen nicht mehr berufen, obwohl ihm die Kritik insbesondere für sein zweites (und letztes) Länderspiel gegen Brasilien gute Leistungen bescheinigt hatte. Statt seiner wurde der Dortmunder Vereinskollege Sigi Held auf der Linksaußenposition vorgezogen, auf der Neuberger zunächst vor allem eingesetzt wurde. Er kam am 29. März 1972 noch zu einem Einsatz in der B-Nationalmannschaft bei dem 2:0-Sieg in Ungarn.
Im Lauf seiner langen Bundesligakarriere von 1966 bis 1983, in der er für Borussia Dortmund, Werder Bremen, den Wuppertaler SV und Eintracht Frankfurt spielte, wurde Neuberger auf nahezu allen Feldspielerpositionen eingesetzt. Seine Schnelligkeit und technische Ballfertigkeit befähigten ihn zu solcher Vielseitigkeit. Am effektivsten war er wohl auf der linken Außenbahn, am liebsten spielte er Libero.
Die größten Erfolge feierte Willi Neuberger mit Eintracht Frankfurt. Dort wurde er 1975 und 1981 DFB-Pokalsieger und 1980 UEFA-Pokalsieger.
Er war vier Jahre lang Rekordbundesligaspieler, ehe er 1985 von Klaus Fichtel übertroffen wurde. Neuberger kam im April 1982 als erster Aktiver auf 500 Spiele im bundesdeutschen Oberhaus.
Für Frankfurt spielte er 37 Partien im DFB-Pokal, in denen er sieben Tore erzielte. Für den Wuppertaler SV bestritt er drei Pokalspiele, für Werder Bremen 16 Spiele, in denen er fünf Tore schoss und für den BVB 11 Pokalspiele und vier Tore im DFB-Pokal. Er kam auch im Pokalsiegercup zu einem Einsatz für den BVB und 14 Einsätzen für Eintracht Frankfurt mit einem Tor. Im UEFA-Pokal absolvierte Neuberger zwei Einsätze für den Wuppertaler SV und 25 Spiele mit zwei Toren für Eintracht Frankfurt.

## Statistiken
- Bundesliga (520 Spiele / 63 Tore)
- DFB-Pokal (67 Spiele / 16 Tore)
- Europapokal (42 Spiele / 3 Tore)